# Vertheuil
Vertheuil je francouzská obec v departementu Gironde v regionu Akvitánie.

## Památky
- cisterciácký klášter Saint-Pierre z 12. století

## Vývoj počtu obyvatel
Počet obyvatel